# Hydra japonica
Hydra japonica is een hydroïdpoliep uit de familie Hydridae. De poliep komt uit het geslacht Hydra. Hydra japonica werd in 1947 voor het eerst wetenschappelijk beschreven door Itô. 